# Duże
Duże – część wsi Łomnica-Zdrój w Polsce, położona w województwie małopolskim, w powiecie nowosądeckim, w gminie Piwniczna-Zdrój. 
W latach 1975–1998 Duże położone było w województwie nowosądeckim.